# Forsaken EP
Forsaken EP è il secondo EP del gruppo musicale statunitense Dream Theater, pubblicato il 31 marzo 2008 dalla Roadrunner Records.

## Descrizione
Pubblicato esclusivamente per il download digitale, contiene l'omonima traccia contenuta nel nono album in studio Systematic Chaos con l'aggiunta di due brani eseguiti dal vivo in Spagna nel 2007 e il video musicale animato di Forsaken.

## Tracce
Download digitale
1. Forsaken – 5:35 (testo: John Petrucci – musica: Dream Theater)
2. Forsaken (Live) – 5:39 (testo: John Petrucci – musica: Dream Theater)
3. Constant Motion (Live) – 7:00 (testo: Mike Portnoy – musica: Dream Theater)
4. Forsaken (Video) – 5:37 (testo: John Petrucci – musica: Dream Theater)

CD promozionale (Stati Uniti)
1. Forsaken (Edit) – 4:39 (testo: John Petrucci – musica: Dream Theater)
2. Forsaken (Album Version) – 5:36 (testo: John Petrucci – musica: Dream Theater)
3. Forsaken (Live) – 5:39 (testo: John Petrucci – musica: Dream Theater)
4. Constant Motion (Live) – 7:00 (testo: Mike Portnoy – musica: Dream Theater)
5. The Dark Eternal Night (Live) – 10:23 (testo: John Petrucci – musica: Dream Theater)
6. Mike Portnoy Radio ID (Forsaken – Live) – 0:10
7. Mike Portnoy Radio ID (Constant Motion – Live) – 0:11
8. Mike Portnoy Radio ID (The Dark Eternal Night – Live) – 0:13

## Formazione
- James LaBrie – voce
- John Petrucci – chitarra, voce
- John Myung – basso
- Jordan Rudess – tastiera, continuum
- Mike Portnoy – batteria, percussioni, voce